# Zoë Lund
Pour les articles homonymes, voir Lund.
Zoë Lund, née Zoë Tamerlis le 9 février 1962 à New York et morte le 16 avril 1999 à Paris, est une actrice, écrivaine, mannequin, musicienne, scénariste américaine.
Elle est principalement connue pour ses rôles dans deux films d'Abel Ferrara : L'Ange de la vengeance  (1981) et Bad Lieutenant (1992) (avec lequel elle avait coécrit le scénario, dans lequel elle interprète une dealeuse qui prend de l'héroïne). Elle a également écrit des poèmes et des nouvelles qui n'ont pas encore trouvé éditeur mais dont on peut voir quelques pièces et extraits sur son site officiel.
Elle est morte à Paris, où elle vivait depuis 1997, d'une attaque cardiaque due à la prise de cocaïne,.

## Filmographie

### En tant qu'actrice

#### Cinéma
- L'Ange de la vengeance (1981) sous le nom de Zoë Tamerlis : Thana
- Special Effects (1984) sous le nom de Zoë Tamerlis : Andrea Wilcox/Elaine
- Exquisite Corpses (1989) sous le nom de Zoë Tamerlis : Belinda Maloney
- The Houseguest (1989)
- Bad Lieutenant (1992) sous le nom de Zoë Tamerlis : Zoe
- Hand Gun (1994) : Zelda
- Dreamland (1994): Caroline

#### Télévision
- Deux flics à Miami - « Prodigal Son » (1985) (Série TV, sept épisodes) sous le nom de Zoë Tamerlis : Miranda
- Hothouse (1988) (Série TV, un épisode) : Chickie

### En tant que réalisatrice
- Hot ticket (1993) (court-métrage)

### En tant que scénariste
- Bad Lieutenant (1992) sous le nom de Zoë Lund